# Louis Convers

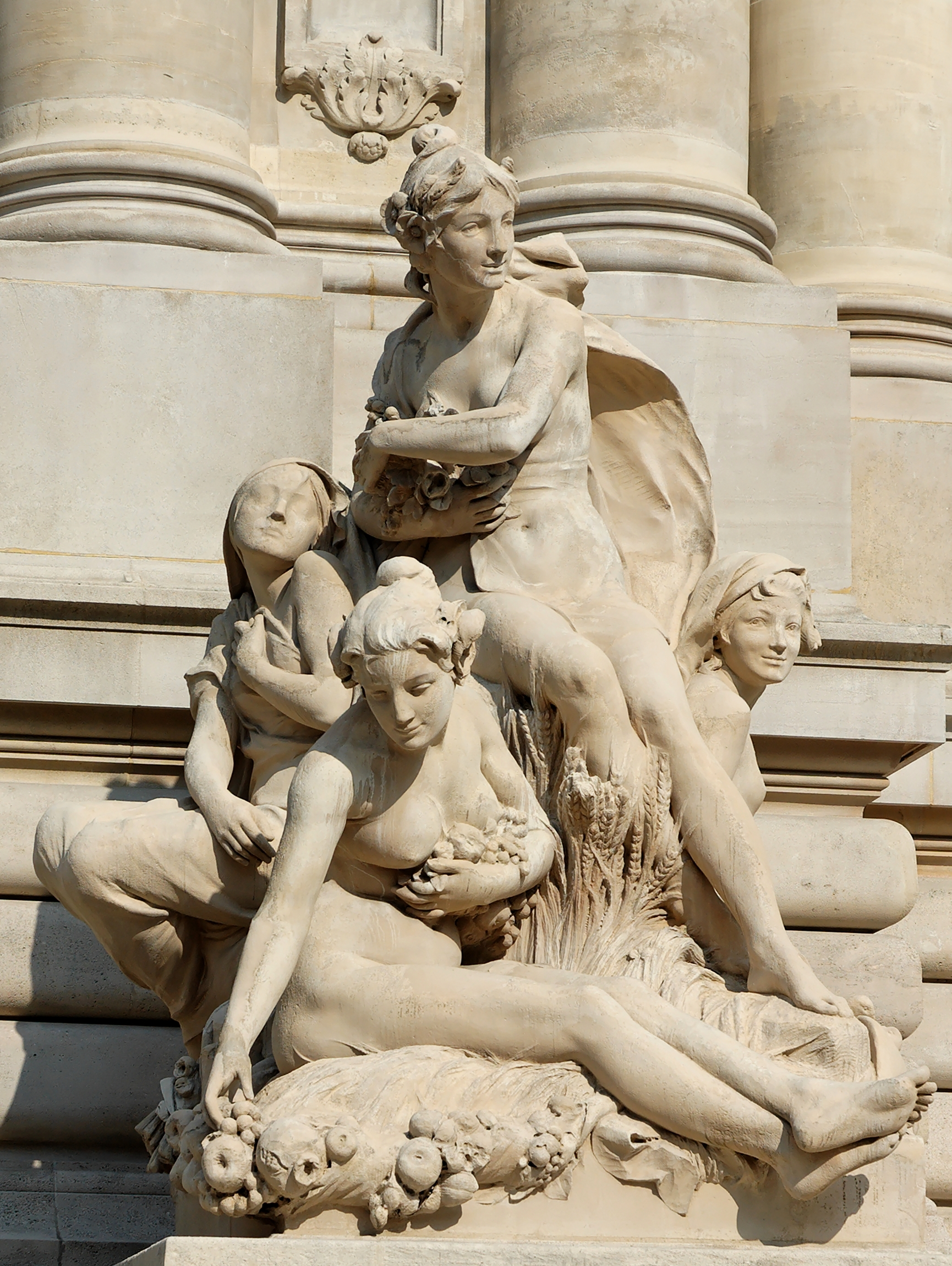
Las cuatro estaciones(Les Quatre saisons), fachada del Petit Palais

Louis-Joseph Convers es un escultor francés nacido en 1860 fallecido, probablemente, en 1915. Prix de Rome de Escultura en 1888. Aparte de los encargos oficiales, realizó esculturas decorativas de bronce, dorado o no, de las que algunas hacen las veces de lámpara. 

## Obras

### Monumentos públicos.
- El río Bievre, (La Bièvre) París, Manufactura nacional de Gobelinos.
- Cuatro bajo relieves adornando la fachada de la Manufactura nacional de Gobelinos.
- Las cuatro estaciones, (Les Quatre saisons), Grupo situado a la izquierda al pie de la escalera de la entrada del Petit Palais, París.

### Museos.
- La Armonía, (L'Harmonie), 1917, Brest , museo de Beaux-Arts.
- La justicia, (La justice), 1897, Nantes, museo de Beaux-Arts.
- Escultura en bulto redondo de yeso, Oreste en la tumba de Agamemnon, (Oreste au tombeau d'Agamemnon), Premio de Roma de Escultura, 1888, París, Escuela nacional superior de las bellas artes.
- Placa-medalla que representa a Valérie Rémond, París, museo de Orsay.
- Placa-medalla que representa el perfil de una chica joven con la leyenda "Julieta" fechado de 1896.
- La Fuente, (La Source) 1909, antiguamente localizada en el museo de Luxemburgo.

### Esculturas decorativas.
- Danza de Salomé, (Danse de Salomé), Fundición Thiébaut, Hermanos Fumière y Gavignot, vendida 6.300 Marcos Alemanes, en casa Nagel en Stuttgart el 25 de septiembre de 1990.
- Joven chica desnuda que se pinta, (Jeune fille nue se peignant), bronce dorado, vendida en 1.210 dólares, en la casa Christie's de South Kensington, el 27 de mayo de 1993.
- Ninfa - Nymphe ,lámpara, Fundición Thiébaut, vendida 1.400 dólares, en casa Weschler el 24 de abril de 2004.